# Feliciano López
Feliciano López Díaz-Guerra (n. 20 septembrie 1981) este un jucător de tenis spaniol. Cea mai bună clasare în clasamentul ATP la simplu este locul 12 mondial (martie 2015), iar la dublu locul 9 mondial (noiembrie 2016).
În 2005, López a fost primul jucător de tenis spaniol care a ajuns în sferturile de finală de la Wimbledon din 1972. A repetat acest lucru în 2008 și 2011. A ajuns în sferturile de finală la US Open 2015  și a câștigat primul său titlu de Grand Slam la Openul Francez din 2016 când a câștigat titlul la dublu masculin împreună cu Marc López.
În 2017, la vârsta de 35 de ani, López a câștigat campionatul Aegon la The Queen's Club, Londra, învingându-l pe Marin Čilić într-un tiebreak în al treilea set.  S-a remarcat prin câștigarea titlurilor ATP pe toate suprafețele, dure, iarbă și zgură. În timpul Campionatelor de la Wimbledon din 2018, López a avut a 66-a apariție consecutivă pe tabloul principal de Grand Slam, depășind recordul anterior de 65 de apariții consecutive deținut de Roger Federer. La Australian Open 2022, recordul său a fost de 79 de apariții consecutive de Grand Slam și 21 de apariții consecutive la Openul Francez, de asemenea, un record.  López deține și recordul pentru cele mai multe înfrângeri în Turul ATP, cu 478.
La 22 iunie 2021, la Campionatele din Mallorca, el a obținut 500 de victorii în meciuri, plasându-l pe locul 10 pe lista jucătorilor activi cu peste 500 de victorii în meciuri.  La 13 iulie 2021, la Hamburg European Open 2021, el a devenit al cincilea jucător din lume care a ajuns la 10.000 de ași pe lista celor mai mulți ași din carieră. Odată cu intrarea sa directă la Indian Wells 2021, el a doborât recordul cu cea de-a 139-a participare la evenimente din categoria Masters 1000.